# Società Elettronucleare Nazionale
Società Elettronucleare Nazionale S.p.A. (SENN S.p.A.) era un'azienda italiana che operava nel settore dell'energia nucleare costruendo centrali nucleari. Era parte del gruppo IRI-Finelettrica, compartecipata anche da Finmeccanica e Finsider.

## Storia
Era nata a Roma il 22 marzo 1957 per costruire una centrale nucleare nel Mezzogiorno; nel luglio dello stesso anno si sposta a Napoli.
Nel 1960 dà il via ai lavori per la realizzazione della centrale nucleare del Garigliano a Sessa Aurunca, nell'ambito del progetto Energia Nucleare Sud Italia. Nel 1963 la centrale viene terminata, con un costo di circa 70 milioni di dollari finanziati dalla Banca Internazionale per la Ricostruzione e lo Sviluppo attraverso la Cassa per il Mezzogiorno, da SENN, da IRI e altre aziende private: il suo reattore ad acqua bollente, costruito da General Electric, sviluppava 160 MW. La turbina a vapore, l'alternatore e i componenti di ciclo termico furono ordinati all'Ansaldo/Ansaldo-San Giorgio.
Nel 1965 con la creazione dell'Ente Nazionale per l'Energia Elettrica, SENN cede la centrale a ENEL, il 28 giugno si trasforma in Società Finanziaria Nazionale S.p.A..